# 테리 챔버스
테리 피터 챔버스(영어: Terry Peter Chambers, 1955년 7월 18일 ~ 현재)는 1972년부터 1982년까지 잉글랜드의 밴드 XTC에서 드러머를 맡았던 음악가이다. 음반으로는 《White Music》과 《Mummer》에 참여하였다.

## 생애
챔버스는 잉글랜드 윌트셔주 스윈던에서 태어났다. 원래는 피아노를 배우고 싶어하였지만, 부모님은 이를 허락 하지 않았다. 대신 토요일 마다 일을 하며 돈을 저축하였고, 14살이 되었을 때 처음으로 드럼 키트를 샀다.